# Його гра (фільм)
«Його гра» (англ. He Got Game) — американська спортивна драма 1998 року режисера Спайка Лі за його власним сценарієм.

## Сюжет
У випускника школи Ісуса Шаттлворта дуже складний період визначення свого майбутнього. Через те, що він дуже перспективний баскетболіст, його хотіли б мати серед своїх учнів багато коледжів. У цей же час його батько відбуває тюремний термін за те, що випадково вбив свою дружину під час сімейної сварки. Одного разу наглядач в’язниці Джейка пропонує йому за тиждень умовно-дострокового звільнення переконати Ісуса продовжити навчання в коледжі, в якому колись навчався губернатор штату, в якому відбуває покарання Джейк, з обіцянкою скороченого терміну в разі успіху.
Джейк, який провів вже шість років у в'язниці, погоджується на пропозицію, добре знаючи, що син не пробачив його за вбивство матері й за те, що Джейк таким чином залишив своїх сина й доньку напризволяще. 

## У ролях
| Актор            | Роль                  |
| ---------------- | --------------------- |
| Дензел Вашингтон | Джейк Шаттлворт       |
| Рей Аллен        | Ісус Шаттлворт        |
| Мілла Йовович    | Дакота Барнс          |
| Джон Туртурро    | тренер Біллі Сандей   |
| Розаріо Довсон   | Лала Бонілла          |
| Джим Браун       | Спайві                |
| Гілл Гарпер      | Коулмен «Бугер» Сайкс |
| Нед Бітті        | наглядач Марсель Вятт |
| Зельда Гарріс    | Мері Шаттлворт        |
| Лонет Маккі      | Марта Шаттлворт       |
| Білл Нанн        | дядько Бубба          |

## Критика
Фільм отримав схвальні відгуки. На Rotten Tomatoes фільм отримав оцінку 80% на основі 66 відгуків від критиків і 83% від більш ніж 25 000 глядачів.

## Саундтрек
Саундтрек до фільму був складений з численних оркестрових п’єс Аарона Копленда та пісень, створених Public Enemy.